# 海賊王女
『海賊王女』（かいぞくおうじょ、英語: Fena: Pirate Princess）は、Production I.Gによる日本のテレビアニメ作品。2021年8月より北米のAdult Swim『Toonami』のアニメの放送枠にて放送およびCrunchyrollにて配信が実施された後、同年10月から12月までTOKYO MXほかにて国内放送された。
「18世紀」「王女」「侍」「海賊」をそれぞれテーマとしたオリジナルテレビアニメ作品。共同製作として、Adult SwimとCrunchyrollのスタッフ数名がプロデューサーとしてクレジットされている。

## あらすじ
18世紀の太平洋、それはとある少女が持つ記憶から始まるストーリー。フェナ・ハウトマンは、父親と船旅に出たが、海賊に襲われてしまい、自身一人が小型ボートで漂流して命を結い付ける。彼女は、国家が黙認している娼婦・男娼の島（シャングリラ）に漂着した。10年が経ち、雪のように白く光った肌と髪を以って美しくなったフェナは、目前に自身初となる仕事を控えていたが、受け入れられず、再三にわたり想像してきた島を脱出することを決意する。その後、絶体絶命の危機にあったフェナは、真っ赤な鎧で鹿の角の兜を纏っていた、雪丸という青年に救われた。彼は「フェナを見つけ出す」と約束した青年であり、2人の再会によってフェナに眠っていた言葉（エデン）というものが呼び起こされる。｢エデンへ向かえ！」という言葉に、フェナは真実を知るために、雪丸らと共にエデンの謎解きをするために船旅に行くことになった。

## 登場人物

### フェナ一行
フェナ・ハウトマン
声 - 瀬戸麻沙美
本作の主人公。雪のように白く光る肌と髪がモチーフであり、「白の境界線（ホワイトマージナル）」と呼ばれている。少し能天気だが明るくポジティブな少女。10年前に起きた事件から娼婦・男娼の島に漂流して育った。
実は王の娘でアベルの異母妹。そのためフランツとは血の繋がりが全くないが、彼女は知らない。
雪丸（ゆきまる）
声 - 鈴木崚汰（少年時代：川井田夏海）
本作のヒーローで真田家の青年。先祖代々に渡りハウトマン家を護っており、刀の使い手でもある。フェナとは幼馴染。10年前に起きた事件でフェナを救ったことがあり、彼女を保護する意思は最も強いものの、不愛想で口数が少ない上にすぐ暴力を振るうため、彼女には伝わっていない。そのことは仲間達にも呆れられている。
第7話でアベルがフランツを殺害した真犯人であることを知る。第11話ではアベルと戦い、ヘレナがアベルの暴走を止める形だったが、フランツの仇を討った。
紫檀（したん）
声 - 櫻井孝宏（少年時代：小市眞琴）
真田家の精鋭部隊を務める一人の青年であり、戦いにおいては弓を用いている。雪丸の親友。顔立ちは端正であることから女性に好かれている（フェナも初対面時にときめいていた）。飄々としたように見えるが、仲間に対しては強い気持ちを持つ。実はフェナを警戒しており、彼女をひそかに「魔女」と呼んでいたが、フェナに反論され、結果彼女を改めて受け入れることになった。
花梨（かりん）
声 - 悠木碧
同じく真田家の精鋭部隊を務める一人の少女であり、部隊の紅一点。戦いにおいては長銃を用いている。双子のツッコミ役。性格は勝ち気かつ活発。鍛冶屋の家系で育っており、機械のこだわりを語ると熱が入ることがある。
槐（えんじゅ）
声 - 佐藤元
同じく真田家の精鋭部隊を務める一人の少年であり、双子であり楓の兄に当たる。戦いにおいては槍と脇差を用いている。性格は人懐こく、いたずらのようなところも見られるが、楓よりはよく気がついていると思っている一面もある。弟共々仲間からどつかれることが多い。
楓（かえで）
声 - 逢坂良太
同じく真田家の精鋭部隊を務める一人の少年であり、双子であり槐の弟に当たる。戦いで使う武器、性格は槐と同じ。兄共々仲間からどつかれることが多い。
椿（つばき）
声 - 大須賀純
同じく真田家の精鋭部隊を務める一人の少年であり、戦いにおいては短尺の忍者刀を用いている。最年長であり、人々には料理を振る舞っている台所番でもある。
真樺（まかば）
声 - 田中進太郎
同じく真田家の精鋭部隊を務める一人の少年であり、戦いにおけるナックルダスターでの近接戦を特技としている。性格は心優しく温和で、最も大柄で力持ちでもある。かなり食い意地が張っている。
サルマン
声 - 村治学
幼少期のフェナを知っている騎士の一人の老人であり、ハウトマン家に仕えている。現在は歯が抜けており、さ行を上手く言うことができない。若き頃は「進撃のサルマン」と恐れられたことがある槍の名手でもあった。
オットー
声 - 平田広明
同じく幼少期のフェナを知っている騎士の一人の老人であり、ハウトマン家に仕えている。若き頃は「電撃のオットー」と呼ばれた。電光石火の剣技を鳴らしたこともあった。現在は太っており、素早く動くことができなくなっている。

### ランブルローズ
オマリー率いる女性ばかりの海賊団。常にフェナを付け狙い、フェナ一行と敵対している。当初はアベルに付き従っていたが、彼とオマリーがフェナのことで諍いを起こしたことで決裂。最終的にはアベルの艦隊に船を狙撃され、その爆発に巻き込まれて消息不明となる。その後、最終回にてシャーロッテ、メアリ、ハンナの3人は生存が確認されている。
グレイス・オマリー
声 - 深見梨加
ランブルローズの女船長。美しい容姿を持つが、中身は気が強く負けず嫌いで傲慢。アベルの命令でフェナ一行を付け狙う。船員からは「お姉」と呼ばれている。
アベルに好意を持っており、アベルに執着されるフェナに嫉妬している。また、コーディとの折り合いも良くない。
チン・シー
声 - 金田愛
オマリーの右腕存在。常に冷静沈着なランブルローズの参謀役。大柄な体格を持ち物理的攻撃が得意で右目に大きな刀傷を持つ。オマリーを名前で呼ぶ唯一の人物。
シャーロッテ・ベリー
声 - 薮内満里奈
派手な化粧をした美少女。レイピアと三日月刀の使い手。可愛らしい容姿とは裏腹に腹黒い。船員の中でオマリーを最も慕っている。
メアリ・リード
声 - 七瀬彩夏
一味のムードメーカー兼トラブルメーカー。体術が得意で普段は明るく楽観的だが、戦闘時は荒っぽくなる。
ハンナ・スメル
声 - 河野ひより
小柄な少女。高い狙撃能力を持つ。オマリーに憧れており、眼帯をしている。
アルテミシア
声 - 茉莉邑薫
凛々しく端正な容姿を持つが、プライドが高く勝気。ダガーナイフを操りオールマイティーな戦い方をする。
アン・ボニー
声 - 森谷彩子
筋肉質な体格で力が強い。戦闘スタイルは好戦的だが、一味の中では面倒見がいいタイプ。
アルビダ
声 - 日野まり
とても細身で、ミステリアスな雰囲気を持つ人物。卑怯な手や相手の裏を掻くことを得意とする冷徹な性格。チンとは口論が絶えない。

### その他
アベル・ブルーフィールド
声 - 森川智之（少年時代：岡咲美保）
王立海軍に所属する海軍将校。冷静沈着で紳士的な好青年。男性慣れした娼婦達を惑わす魅力の持ち主。しかしコーディを使ってマックスカイバーJr.に制裁を加えるなど冷徹な面もある。
フェナに興味を持ち、執着している。また、オマリーと何かしら関係がある。
第7話ではハウトマン家を襲い、フランツを殺害した真犯人であることが発覚した。
元は王家の末弟で周りにあまり相手にされていなかった。ヘレナと出会い、恋仲になるが、フランツとの駆け落ちなどがばれたために彼女を失った過去を持つ。ヘレナを取り戻すことに躍起になっており暴走していたが、ヘレナの亡霊に止められそのまま命を落とした。
最終回で彼に瓜二つの少年が登場した。
コーディ
声 - 八重畑由希音
アベルの側近として働く少年。日常生活の世話から客人への対応までそつなくこなす。西洋人形のような整った容姿をしている。
自分を救ったアベルに忠誠を誓っており、彼以外の人間には辛辣。
フランツ・ハウトマン
声 - 中谷一博
フェナの父。故人。10年前の航海中に海賊に襲われ、命を落とした。その際、フェナに重大な使命を託した。
実はフェナとの血の繋がりがない。
アリア
声 - 石川由依
リバーオーバーシュタイン在住。石の手がかりに導く。
ヘレナ・ザルモワーズ
声 - 坂本真綾
フェナの母。故人。アベルとは恋仲だったが、王の子供であるフェナを宿したままフランツと姿を消していた。ある役目を終え国に帰った際、火あぶりの刑に課せられ命を落とした。
最終回で彼女に瓜二つの少女が登場した。

## スタッフ
- 原作 - 中澤一登、Production I.G[5]
- 監督 - ToyGerPROJECT、中澤一登、高橋哲也、藤井サキ[5]
- 脚本 - 窪山阿佐子[5]
- キャラクター原案・絵コンテ・音響監督 - 中澤一登
- 総作画監督 - 中澤一登、高橋靖子
- メインキャラクターデザイン - 高橋靖子
- キャラクターデザイン - 西村理恵
- メカニックデザイン - 常木志伸
- コンセプトアート - 西田稔
- 美術監督 - 竹田悠介、垣堺司
- 色彩設計 - 土井和
- 撮影監督 - 荒井栄児
- 編集 - 石井知
- 音楽 - 梶浦由記[5]
- 音楽制作 - フライングドッグ[5]
- スーパーバイザー - 佐々木史朗
- 音楽プロデューサー - 佐藤正和、深水円
- アソシエイト・プロデューサー - 清水紀衣、ギル・オースティン（Adult Swim）、ヘザー・ホーン（Crunchyroll）、松本拓也、伊藤将生
- エグゼクティブ・プロデューサー - ジェイソン・デマルコ（Adult Swim）、サラ・ビクター（Crunchyroll）
- プロデューサー - 黒木類
- アニメーション制作 - Production I.G[5]

## 主題歌
「海と真珠」
JUNNAによるオープニングテーマ。作詞・作曲・編曲は梶浦由記。
「サイハテ」
鈴木みのりによるエンディングテーマ。作詞は饗庭純、作曲・編曲は出羽良彰。

## 各話リスト
| 話数 | サブタイトル     | 演出              | 作画監督                                                | 初放送日       |
| ---- | ---------------- | ----------------- | ------------------------------------------------------- | -------------- |
| 1.   | 記憶             | 髙橋哲也          | 中澤一登 高橋靖子                                       | 2021年 10月3日 |
| 2.   | 受け継ぐ旅       | 竹内知海          | 福原麻衣 杉田まるみ 竹内知海                            | 10月10日       |
| 3.   | バルバラル       | 横山和基          | 下妻日紗子 具志堅眞由 實藤晴香                          | 10月17日       |
| 4.   | 石の謎           | 中澤一登 藤井サキ | 角谷知美 植田実 具志堅眞由                              | 10月24日       |
| 5.   | 座標             | 松澤健一          | 竹内知海 黄瀬和哉 宮下雄次 植田実                       | 10月31日       |
| 6.   | 混乱の蒼い船     | 髙橋哲也          | 福原麻衣 下妻日紗子 沼田くみ子 山崎絵里 高橋靖子 渡辺愛 | 11月7日        |
| 7.   | 燃える海         | 川崎逸郎          | もろゆき沙羅                                            | 11月14日       |
| 8.   | 騎士の誓い       | 竹内知海          | 福原麻衣 竹内知海 原修一 天羽史季                       | 11月21日       |
| 9.   | ヴァイスヴァーサ | 髙橋哲也          | 渡辺愛 下妻日紗子 具志堅眞由 沼田くみ子                 | 11月28日       |
| 10.  | 佳局の幕開け     | 川崎逸郎          | 福原麻衣 下妻日紗子 沼田くみ子 高橋靖子 渡辺愛          | 12月5日        |
| 11.  | 使命の果てに     | 黄瀬和哉          | 黄瀬和哉                                                | 12月12日       |
| 12.  | 選択の巫女       | 髙橋哲也 藤井サキ | 中澤一登 高橋靖子                                       | 12月19日       |

## 放送局
| 放送期間                 | 放送時間                     | 放送局   | 対象地域   | 備考                                 |
| ------------------------ | ---------------------------- | -------- | ---------- | ------------------------------------ |
| 2021年10月3日 - 12月19日 | 日曜 2:38 - 3:08（土曜深夜） | 毎日放送 | 近畿広域圏 | 『アニメシャワー』第2部              |
|                          | 日曜 23:30 - 月曜 0:00       | AT-X     | 日本全域   | CS放送 / 字幕放送 / リピート放送あり |
| 2021年10月5日 - 12月21日 | 火曜 0:30 - 1:00（月曜深夜） | TOKYO MX | 東京都     |                                      |
| 2021年10月8日 - 12月24日 | 金曜 23:00 - 23:30           | BS朝日   | 日本全域   | BS/BS4K放送 / 『アニメA』枠          |

インターネットでは、FODにて最速放送と同時に独占配信。
| 放送地域 | 放送局         | 放送期間                 | 放送時間           | 放送系列 | 備考                            |
| -------- | -------------- | ------------------------ | ------------------ | -------- | ------------------------------- |
| アメリカ | アダルトスイム | 2021年8月15日 - 10月24日 | 土曜 24:00 - 24:30 | 衛星放送 | Toonami枠 英語放送 英語字幕あり |
| フランス | アダルトスイム | 2021年8月16日 - 10月25日 |                    | 衛星放送 | 英語放送 フランス語字幕あり     |

## BD
| 巻 | 発売日        | 収録話         | 規格品番  |
| -- | ------------- | -------------- | --------- |
| 上 | 2022年2月23日 | 第1話 - 第6話  | DMPXA-232 |
| 下 | 2022年3月30日 | 第7話 - 第12話 | DMPXA-233 |

## Webラジオ
フェナ・ハウトマン役の瀬戸麻沙美と雪丸役の鈴木崚汰によるWebラジオ『RADIO海賊王女ー瀬戸×鈴木の船内放送局』が、超!A&G+にて2021年9月7日より2021年12月28日まで毎週火曜19時30分 - 20時に配信していた。